# Оуэнс (озеро)
Оуэнс (англ. Owens Lake) — озеро в одноимённой долине на восточной стороне Сьерра-Невады в округе Иньо, штат Калифорния. Оно находится примерно в 8 км к югу от Лоун-Пайна.
В отличие от большинства сухих озёр в бассейне и провинции Рейндж, Оуэнс удерживал воду до 1913 года, когда большая часть реки Оуэнс была отведена в акведук Лос-Анджелеса, в результате чего озеро Оуэнс высохло в 1926 году. Сегодня часть стока реки была восстановлена, и сейчас озеро содержит некоторое количество воды. Тем не менее, по состоянию на 2013 год, это самый большой источник загрязнения пылью в США. Озеро стало эпицентром землетрясения 24 июня 2020 года.
Озеро Оуэнс было названо исследователем, Джоном Фримонтом, в честь одного из его проводников, Ричарда Оуэнса.
В настоящее время озеро представляет собой большую соляную равнину, поверхность которой состоит из смеси глины, песка и различных минералов, включая галит, буркит, мирабилит, тенардит и трону. Во влажные годы эти минералы образуют химическую смесь в виде небольшого солёного пруда внутри сухого озера. При благоприятных условиях ярко-розовые галофильные археи распространяются по соленому озерному дну. Кроме того, в особенно жаркие летние дни, когда температура грунта превышает 66 °C, вода вытесняется из гидратов на дне озера. Чаще всего периодические ветры вызывают ядовитые щелочные пыльные бури, которые уносят до 3,6 миллиона тонн пыли со дна озера каждый год, вызывая проблемы с дыханием у жителей. Пыль содержит канцерогены, такие как кадмий, никель и мышьяк.
Возле озера было снято множество фильмов, такие как «Мэверик», «Всадники рассвета», «Через равнины», «Невада Смит», «Лучший стрелок» и «Дрожь земли».